# .ss
.ss is het topleveldomein (ccTLD) van Zuid-Soedan. Het is toegewezen door de Internationale Telecommunicatie-unie op 10 augustus 2011 nadat het land zich op 9 juli 2011 afscheidde van Soedan. Het komt overeen met de 2-letterige ISO 3166-1-code voor Zuid-Soedan: SS.
Het was in eerste instantie nog onduidelijk of dit domein wel zou worden toegewezen vanwege de associatie die de letters SS in Europa hebben met de Schutzstaffel, een paramilitaire organisatie uit nazi-Duitsland.